# Дик, Адольф Яковлевич
Адольф Яковлевич Дик (1903—1979) — советский инженер и изобретатель, конструктор танков БТ-20 (А-20) и Т-34.
Участвовал в проектировании танка БТ-20 (А-20) будучи военинженером 3-го ранга, адъюнктом ВАММ имени И.В. Сталина.

## Биография
Родом из украинских немцев.
Повышением проходимости колёсно-гусеничных танков БТ в середине 1930-х годов занималась группа энтузиастов во главе с воентехником 2-го ранга Н. Ф. Цыгановым. Под его руководством в автобронетанковых мастерских Харьковского военного округа изготовили опытные образцы танков БТ-2-ИС и БТ-5-ИС, в которых ведущими были шесть из восьми опорных катков (ИС — Иосиф Сталин).
Параллельно с экспериментальными работами группы Цыганова подобные исследования проводились в Военной академии механизации и моторизации РККА имени И. В. Сталина (ВАММ им. Сталина) на кафедре танков. Слушатель академии воентехник 1-го ранга А. Я. Дик также занимался этими вопросами. В 1935—1936 годах в журнале «Механизация и моторизация РККА» появились две его статьи по проблемам подвижности танка. А. Я. Дик окончил академию по специальности «Конструкции боевых машин» (диплом с отличием) и продолжил службу в Харьковском военном округе в должности инженера 5-й танковой бригады.
В феврале 1937 года он участвовал в проведении войсковых испытаний трёх танков БТ-5-ИС, на которых познакомился с Н. Ф. Цыгановым и его работами по созданию танков БТ-5-ИС и БТ-СВ с наклонным расположением броневых листов. Цыганов для улучшения защищённости танка БТ-5 предложил располагать бортовые листы корпуса не вертикально, а под углом. Именно геометрия корпуса и башни танка Т-34 во многом схожа с очертаниями танка БТ-СВ-2.
В начале лета 1937 года военинженер 3-го ранга А. Я. Дик был зачислен адъюнктом на кафедру танков Военной академии механизации и моторизации (ВАММ) имени Сталина, откуда его направили в Харьков, на завод № 183, для проектирования привода колесного движителя и ходовой части разрабатывавшегося заводом танка БТ-7-Б-ИС. В помощь А. Я. Дику из состава КБ-190 отдела «100» выделили 30 человек дипломников ВАММ. Основным требованием АБТУ РККА при выдаче заказа на проектирование заводом № 183 танка БТ-7-Б-ИС было наличие шести ведущих колёс. В постановлении Комитета обороны № 94 от 15.8.1937 указывалось, что завод № 183 в 1938 году должен изготовить «опытные образцы танка БТ-ИС с шестью ведущими колёсами, дизель-мотором, конической башней с 45-мм или 76-мм пушкой, с наклонными листами подбашенной коробки с переходом к их производству в 1939 году».
В условиях Большого террора, в октябре 1937 года обстановка на заводе № 183 накалилась. Прибывшая комиссия констатировала, что возглавляемое А. Я. Диком ОКБ не справляется с порученным делом. Начались поиски «виновных» в попытке срыва правительственного задания. ОКБ расформировали, его начальника арестовали. После ареста Дика органами НКВД начальником КБ был назначен М. И. Кошкин.
По 58-й статье УК РСФСР А. Я. Дик получил десять лет лагерей, отсидел полный срок. К концу срока в 1947 году, как «враг народа», был выслан на «вечное поселение» в город Бийск. Директором Бийского котельного завода был Христофор Васильевич Кулев, он не побоялся взять на работу по договору «врага народа» и с 8 сентября 1950 года А. Я. Дик принят на работу технологом кузнечно-прессового цеха. За годы работы в Бийске он внес немалый вклад в развитие котельного производства; за один только 1950 год им подано шесть рационализаторских предложений, два из них признаны изобретениями. Каждое нововведение, разработанное Диком, позволяло повысить производительность труда от 8 до 20-30 раз! В частности, среди многих изобретений Адольфа Яковлевича Дика примечательно такое: он изобрел трубогибочный станок Т-1, получивший среди заводчан прозвище «Слон», используемый при производстве конвективных пучков паровых котлов серии ДКВ, ДКВР. Ранее трубы гнули вручную, нагревая их на горне. За одну смену удавалось согнуть всего 4-5 труб, поскольку процесс был весьма трудоемким. Изобретённый Диком уникальный станок, предназначенный именно для котлостроения, принес огромную экономию — 650 тыс. рублей, что позволило выполнить годовую программу за два месяца.
После 17 лет ссылки в 1964 году Адольф Яковлевич получил разрешение вернуться в Москву.
После войны участвовал в конструировании отечественных ЭВМ. В частности, оказал помощь в разработке конструкции пульта управления ЭВМ «СТАРТ».
Умер в 1979 году.

## Память
Адольфу Яковлевичу Дику посвящена книга «Летопись жизни и творчества Адольфа Яковлевича Дика», автор Петр Федорович Казанцев.